# Кеуруу
Ке́уруу (фін. Keuruu швед. Keuru)  — місто в провінції Центральна Фінляндія (Кескі-Суомі) у Фінляндії. Населення 10 522 осіб (2014), площа  — 1,430.57 км², з яких 172,4 км²  — водяне дзеркало, щільність населення  — 8,36 осіб/км².

## Відомі вихідці
- Піркко Вахтеро — фінська художниця поштових марок, дизайнерка та геральдистка.